# 石塚吾歩路
石塚 吾歩路（いしづか あぽろ、1969年 - ）は、日本の政治家。愛知県議会議員（3期）。元美和町議会議員（3期）、元美和町長（1期）。

## 来歴・人物
美和町立正則小学校、美和町立美和中学校、愛知県立五条高等学校卒業。岐阜大学工学部卒業。
サラリーマン生活を経て、1995年に美和町議会議員となる。美和町議時代は海部津島青年会議所とともに海部地域の十三市町村の合併を提言し、海部東部ブロック市町村合併広域研究会会長職務代理を務めるなど市町村合併促進に尽力した。
1999年、931票を獲得し、全候補者中トップで再選（2期目）。
2003年、1209票を獲得し、全候補者中トップで再選（3期目）。
2007年4月、東部四町の合併促進を訴えて美和町長に立候補し、無投票当選。県内最年少の町長となる。
2010年、美和町、七宝町、甚目寺町の合併によりあま市が誕生したため、美和町長を失職。
2011年、引退した浜田一徳元議長の地盤を引き継ぎ、愛知県議会議員選挙（海部郡選挙区）に自民党公認（公明党・日本一愛知の会推薦）で立候補、23589票を獲得し当選。
2012年、大村秀章県知事が主宰する東海大志塾に参加。
2015年、愛知県議会議員選挙（あま市・海部郡選挙区）に自民党公認（公明党推薦）で立候補、無投票で再選。2019年、無投票で3選。